# André Poutissou
André Poutissou, né le 7 mars 1922 à Bujaleuf (Haute-Vienne) et mort le 21 mai 2014 à Villefranche-sur-Saône, est un homme politique français.

## Biographie
Enseignant de profession, André Poutissou est nommé à Villefranche-sur-Saône et devient directeur adjoint au collège Jean-Moulin. Membre du Parti socialiste, il commence sa carrière politique en mars 1976 avec son élection comme conseiller général du canton de Villefranche, fonction qu'il conserve jusqu'en 1982. En novembre de la même année, il est élu député de l'ancienne 10e circonscription du Rhône lors d'une élection partielle. Il est battu par Francisque Perrut lors des élections législatives de mars 1978.
Mais c'est surtout comme maire de Villefranche-sur-Saône entre 1977 et 1989, qu'il marque son époque. Sous ses deux mandats, la municipalité œuvre notamment à la revitalisation du centre-ville, à l'aménagement du square des Jardiniers, du quartier des Marais, du site de l'ancien hôpital et du Morgon. C'est également de cette époque que datent la construction de la bibliothèque et du nouvel hôpital.

## Détail des fonctions et des mandats
Mandats locaux
- 1977 - 1983 : Maire de Villefranche-sur-Saône
- 1983 - 1989 : Maire de Villefranche-sur-Saône
- 1976 - 1982 : Conseiller général du canton de Villefranche-sur-Saône

Mandat parlementaire
- 21 novembre 1976 - 2 avril 1978 : Député de la 10e circonscription du Rhône